# Конант, Люси
Люси Конант (англ. Lucy Conant, полное имя Lucy Scarborough Conant; 1867—1920) — американская художница, дизайнер костюмов и декораций, а также педагог.

## Биография
Родилась 10 марта 1867 года в Бруклине, штат Коннектикут, в семье Альберта Конанта из Вермонта и Кэтрин Скарборо Конант из Коннектикута. Её отец был инженером и художником. Вместе с двумя своими братьями Люси росла в Бостоне.
В начале своей карьеры изучала живопись во Франции под руководством Луи Эктора Леру, Эмиля-Рене Менара и Жана-Поля Лорана — профессора Академии Жюлиана, преданным учеником которого она стала. Также брала уроки у Жюльена Дюпре.

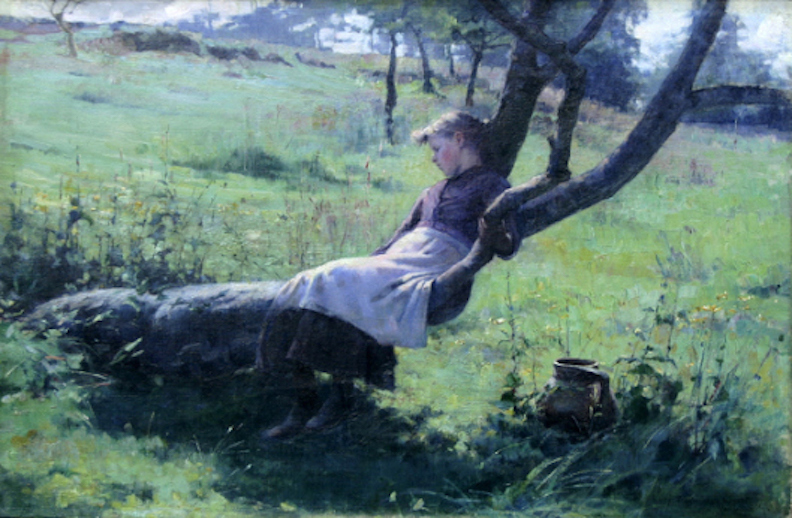
Картина «In the Old Apple Tree»

Важной вехой в жизни Люси Конант во время нахождения во франции, стало лето 1888 года, которое она провела в бретонском городке Конкарно со своей новой подругой Сесилией Бо, а также со своей матерью и кузиной Мэй Уитлок (May Whitlock). Сесилия Бо подробно описало это время в своей автобиографии «Background with Figures»: вместе они сняли жилье, которое состояло из двух комнат и чердака, который служил им кухней, и давал вид на сад и море вдали. В течение этого лета время от времени к четверке приезжали другие американские художники — Александр Харрисон, пробудивший интерес Конант к рисованию морских сцен, а также Чарльз Лазар, высказывавший критические замечания и поддержку художницы, с которым Люси Конант делила студию по соседству. Одна из работ Люси Конант — «In the Old Apple Tree», была выставлена в Парижском салоне 1891 года.
Вернувшись из Франции в США, Конант поселилась в Бостоне, где проживал её брат Теодор. Она выставила две свои работы работы во Дворце изящных искусств (ныне Музей науки и промышленности) Всемирной Колумбовой выставки 1893 года в Чикаго — «The Orchid Meadow» (холст, масло) и «Nasturtiums» (акварель). В Бостоне она выставлялась в известных художественных местах, включая Бостонский художественный клуб, галерею Doll & Richards Gallery и Общество искусств Копли. В Институте искусств Чикаго, где Люси Конант выставлялась в 1899 году, все три её картины: «Flood Tide in the Cove», «After Spring Rains» и «Near Gerrish Island» — были пейзажами. В отличие от своей подруги Бо, которая прославилась как художница-портретистка, Конант большую часть жизни интересовала пейзажная живопись маслом и акварелью.
Люси Конант участвовала и в совместных выставках с другими художниками. В 1917—1918 годах она и пять других бостонских женщин-художниц — Лаура Хиллз, Маргарет Паттерсон, Джейн Петерсон, Элизабет Робертс и Мэри Титкомб — выставляли свои работы в бостонской галерее Doll & Richards, называя себя просто «The Group». Их работы совершили поездку по стране с остановками во многих художественных музеях.
По мере развития карьеры интересы Люси Конант расширялись. Она занялась изучением дизайна, занявшись созданием костюмов и декораций. В связи с этим её пригласили преподавать в Калифорнийском университете в Беркли, и она согласилась на должность преподавателя дизайна и домашнего искусства на 1918/19 учебный год, вела лабораторию по истории костюма, проводила семинары по дизайну костюмов. Здоровье не позволило художнице долго преподавать в Калифорнийском университете, и она вернулась в Бостон.
Умерла 31 декабря 1920 года в Бостоне. Была похоронена в родном городе на кладбище South Cemetery. В некрологе ежегодного издания American Art Annual её дата смерти указана 2 января 1921 года.
Мемориальная выставка работ Люси Конант прошла в Музее изящных искусств в Бостоне с 26 марта по 30 апреля 1922 года. Её друзья и поклонники учредили стипендию её имени, чтобы позволить ученику музейной школы путешествовать в Европу.